# ASN-206
ASN-206 – chiński bezzałogowy aparat latający (UAV – ang. unmanned aerial vehicle) opracowany przez firmę Xi’an ASN Technology Group Company, przeznaczony do dziennej i nocnej obserwacji, rozpoznania na rzecz artylerii, patrolowania granic oraz pomiaru radioaktywności. Na pokładzie może być przenoszona (wymiennie) kamera telewizyjna, kamera do rejestracji obrazu w podczerwieni, cyfrowe aparaty fotograficzne, laserowy dalmierz oraz rejestrator magnetowidowy. Aparat posiada również czujniki do pomiaru radioaktywności terenu. Produkcja ASN-206 rozpoczęła się w 1996 roku. Aparat startuje z katapulty umieszczonej na samochodzie ciężarowym z wykorzystaniem przyspieszacza rakietowego. Standardowa misja wykonywana jest po wcześniej zaplanowanej trasie, istnieje możliwość korekcji kursu ze stanowiska operatora na ziemi.